# Épagneul de Pont-Audemer
L‘épagneul de Pont-Audemer est une race de chien originaire du Marais-Vernier en Normandie, en France. C'est un épagneul à poil frisé et légèrement bourru, de couleur marron ou marron et gris chiné. C'est un chien de chasse réputé pour ses qualités de retriever en eau profonde et de broussailleur.

## Historique
L'épagneul de Pont-Audemer est originaire de la région de Pont-Audemer, près du Marais Vernier, en Normandie où il est traditionnellement utilisé pour la chasse au gibier d'eau. En 1886, la Société canine havraise entreprend de le sélectionner. Après la Seconde Guerre mondiale, il ne subsiste plus que quelques sujets de ce petit épagneul couleur châtaigne et des croisements avec l'épagneul d'eau irlandais sont réalisés afin de sauver la race.
L'épagneul de Pont-Audemer est très rare. L'effectif total de la race est d'environ trois cents individus en France métropolitaine. Quelques éleveurs perpétuent la race, principalement en Normandie et en Picardie.

## Standard

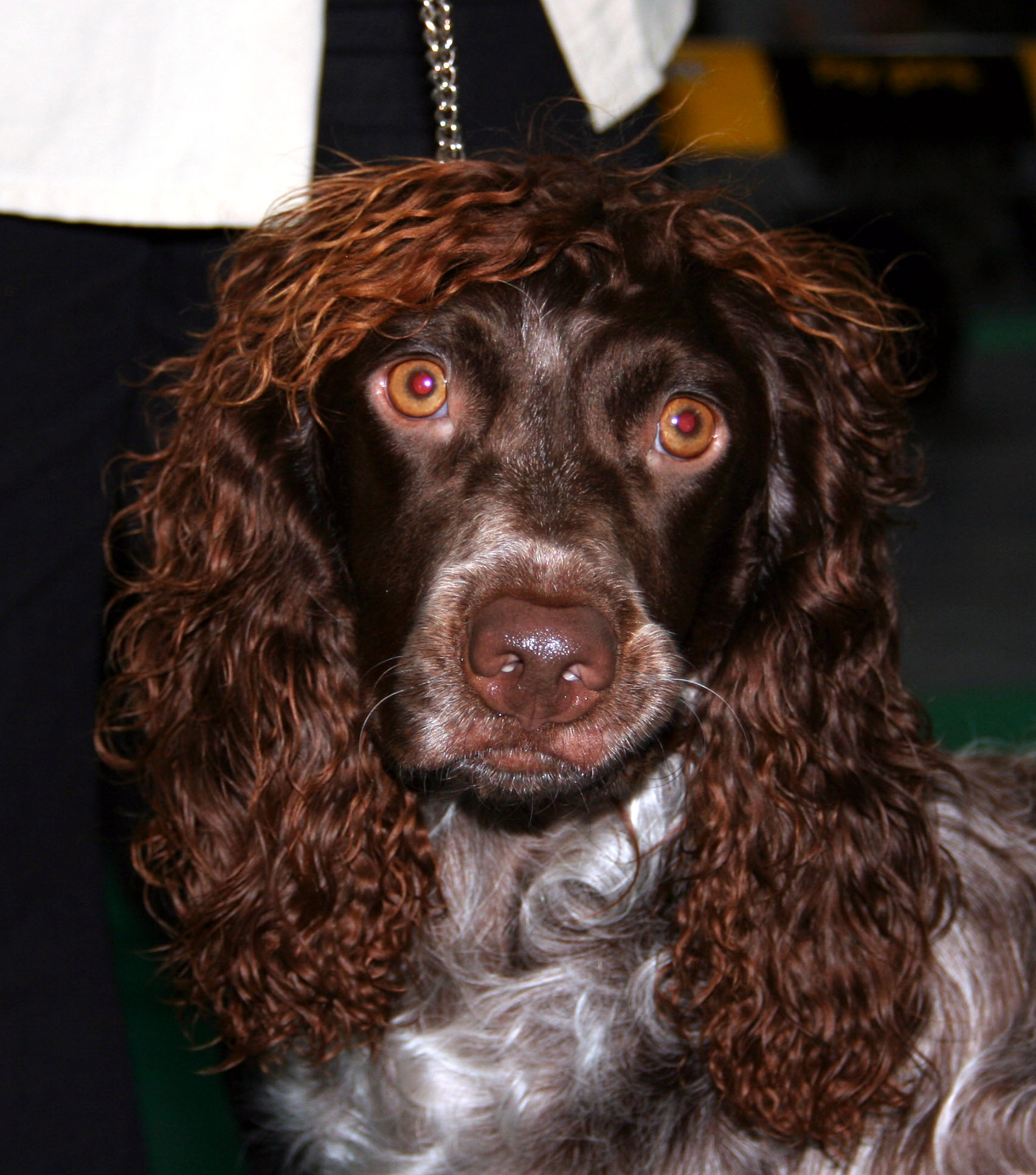
La soie des oreilles et du sommet du crâne forme comme une perruque.

L'épagneul de Pont-Audemer est un épagneul trapu et vigoureux, dont le corps s'inscrit quasiment dans un carré. Attachée presque à la hauteur de la ligne du rein, la queue est portée assez droite. Elle est généralement coupée au tiers ; quand la queue n’est pas coupée, elle doit être de longueur moyenne, un peu courbe. De couleur ambre foncé ou noisette, les yeux sont plutôt petits. Le sommet du crâne et les longues oreilles sont bien garnis de soie frisée qui encadre la tête, ce qui donne l'impression qu'il porte une perruque. 
Le poil est légèrement bourru sur le corps, frisé, ni plat ni bouclé. La robe est marron, marron et gris chiné de préférence, avec des reflets feuille morte.

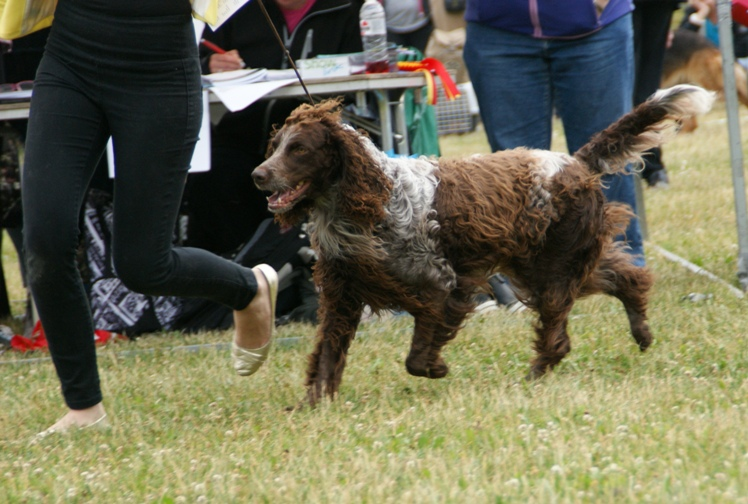
Un mâle marron et gris chiné.
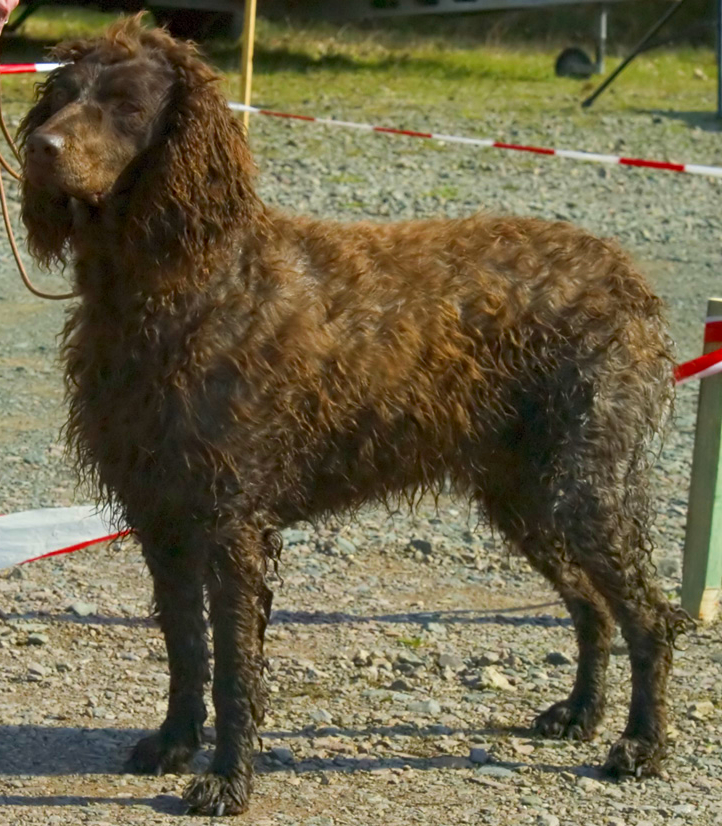
Un épagneul de Pont-Audemer marron.

## Caractère
L'épagneul de Pont-Audemer est un chien décrit comme gai, équilibré et obéissant par la Société centrale canine. Il s'adapte à la vie en ville à condition de bénéficier de longues balades quotidiennes.

## Utilité
L'épagneul de Pont-Audemer est avant tout un chien de chasse. Il s'adapte à tous les terrains, mais apprécie tout particulièrement les marais et l'eau profonde. C'est un chercheur rapide et zèlé. La race est considérée pour ses qualités de retriever, notamment en eau profonde, et de broussailleur. La fourrure très dense et quasiment imperméable lui permet de résister à l'eau par les températures les plus froides et les fourrés et broussailles les plus épais.
L'épagneul de Pont-Audemer a bon caractère et fait un bon chien de compagnie à condition d'avoir accès à des sorties quotidiennes, de préférence proche de l'eau.